# NGC 5306
NGC 5306 је лентикуларна галаксија у сазвежђу Девица која се налази на NGC листи објеката дубоког неба.
Деклинација објекта је - 7° 13' 24" а ректасцензија 13h 49m 11,2s. Привидна величина (магнитуда) објекта NGC 5306 износи 12,2 а фотографска магнитуда 13,2. NGC 5306 је још познат и под ознакама MCG -1-35-14, VV 135, HCG 67A, PGC 49039.